# Brandstorp
Brandstorp est une localité de Suède. Sa population était de 116 habitants en 2010.

## Histoire
Brandstorp était à l'origine le nom d'une ferme de la paroisse de Daretorp (sv). D'après les anciens registres fonciers et les listes d'imposition des XVIe et XVIIe siècles, la région se composait initialement de fermes qui s'étendaient comme un collier de perles à environ un kilomètre au-dessus de la rive du lac Vättern, les terres étant cultivées jusqu'au lac Vättern. Des écrits remontant au XIVe siècle mentionnent le moulin de Hälde et les fermes qui l'entourent. L'actuelle Häldeholm est un domaine plus vaste situé à un kilomètre au sud de la ville. À un kilomètre au nord de la ville se trouve le manoir de Skämningsfors, utilisé depuis au moins le XVIIe siècle sous le nom de Skämning. Le bâtiment principal actuel a été construit au début des années 1800.
L'église de Brandstorp (sv), en bois, a été construite en 1694-1698. Elle est située dans le village de Kyrkbyn, à environ un kilomètre à l'ouest de la ville actuelle.
Il ressort des écrits de l'association locale qu'une coopérative commerciale a été créée en 1915 à proximité du village de l'église. Il a fermé en 1933, lorsque Konsum a construit un magasin à l'endroit où se trouve aujourd'hui le magasin de la ferme, au centre du village, là où la route de Tidaholm rencontre la route de Jönköping (sv). C'est peut-être à cette époque que Brandstorp s'est développé et est devenu le village que l'on connaît aujourd'hui. La plupart des bâtiments de Brandstorp, situés le long de la route départementale, ont été construits dans les années 1930 et 1940.